# Lizzy Witlox
Lizzy Witlox (* 11. Februar 1995 in Eindhoven) ist eine ehemalige niederländische Radrennfahrerin. Ihre Hauptdisziplin war der Cyclocross, ihre größten Erfolge erzielte sie jedoch im Mountainbikesport in der Disziplin Cross-country Eliminator.

## Werdegang
Bereits seit der Jugend ist Witlox im Cyclocross aktiv und erzielte erste Erfolge auf regionaler Ebene. In der Saison 2014/15 nahm sie erstmals am UCI-Cyclocross-Weltcup teil, in der Saison 2015/16 wurde sie 10. der Europameisterschaften und 14. der Weltmeisterschaften jeweils in der U23.
Auf die Wintersaison bereitet sich Witlox auf der Straße und auf dem Mountainbike vor. Ihre stärkste Disziplin auf dem Mountainbike ist der Cross-country Eliminator (XCE). 2016 wurde sie niederländische Meisterin, in der Saison 2017 gewann sie zwei der vier ausgetragenen Rennen und die Gesamtwertung des UCI-Mountainbike-Eliminator-Weltcups. 2018 folgten noch ein weiterer Weltcup-Sieg und der zweite nationale Meistertitel.
Nach einer erfolgreichen Vorbereitung bei verschiedenen Kriterien in ihrer Heimatregion qualifizierte sie sich in der Cross-Saison 2018/19 für die Europameisterschaften, musste die Saison aufgrund gesundheitlicher Probleme aber abbrechen. Seit ihrem 16. Lebensjahr klagte Witlox immer wieder über andauernde Erschöpfung, die Training und Wettkämpfe beeinträchtigten und irrtümlich auf Übertraining oder Burnout zurückgeführt wurden. Nach acht Jahren Beschwerden wurde 2019 ein nach innen gewölbtes Brustbein diagnostiziert, das dem Herz bei Belastung nicht genügend Platz lässt (Trichterbrust). Daraufhin wurde sie im Oktober 2019 am Brustbein operiert.
Im September 2020 nahm Witlox noch einmal am Eliminator-Weltcup in Waregem sowie am Rapencross teil. Danach wird sie nicht mehr in den Ergebnislisten der UCI geführt.

## Trivia
Witlox war 2021 Kandidatin in der niederländischen Ausgabe der Doku-Soap Hochzeit auf den ersten Blick.

## Erfolge

### Mountainbike
2016
- Niederländische Meisterin – XCE

2017
- zwei Weltcup-Erfolge – XCE
- Gesamtwertung UCI-MTB-Eliminator-Weltcup

2018
- Niederländische Meisterin – XCE
- ein Weltcup-Erfolg – XCE